# Altenholz
Altenholz – gmina w Niemczech, w kraju związkowym Szlezwik-Holsztyn, w powiecie Rendsburg-Eckernförde.

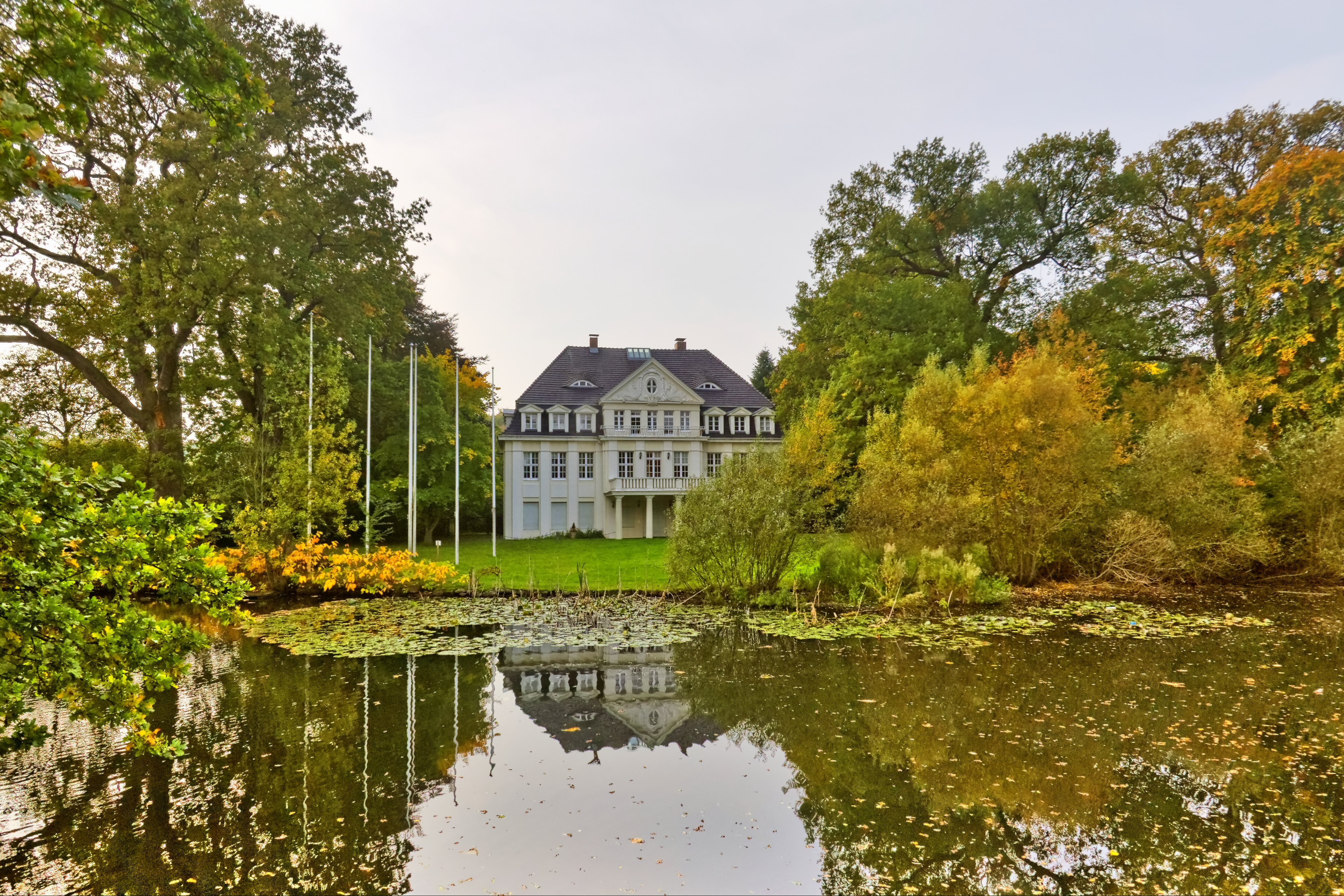

## Współpraca
- Châteaurenard, Francja
- Paldiski, Estonia[1]